# Luís Abry
Luís Abry (Helmstedt, 10 de abril de 1859 — Blumenau, 29 de junho de 1926) foi um político brasileiro nascido na Alemanha.
Casou com Augusta Clasen, pai do desembargador Guilherme Luís Abry.
Foi deputado à Assembleia Legislativa de Santa Catarina na 1ª legislatura (1894 — 1895), na 2ª legislatura (1896 — 1897), na 3ª legislatura (1898 — 1900), na 4ª legislatura (1901 — 1903), na 5ª legislatura (1904 — 1906), na 6ª legislatura (1907 — 1909), na 9ª legislatura (1916 — 1918), e na 10ª legislatura (1919 — 1921).